# Philodromus quercicola
Philodromus quercicola är en spindelart som beskrevs av Schick 1965. Philodromus quercicola ingår i släktet Philodromus och familjen snabblöparspindlar. Inga underarter finns listade i Catalogue of Life.